# Wittenberger Bewegung
Die Wittenberger Bewegung war mit ihren religiösen Reformen und dem Bildersturm ein bedeutender Wendepunkt der Reformation zwischen dem Reichstag zu Worms (1521) und dem Deutschen Bauernkrieg.

## Entstehung der religiösen Reformen
Während sich Martin Luther nach dem Reichstag zu Worms in Reichsacht auf der Wartburg aufhielt, gab es in Wittenberg Bestrebungen zu weitreichenden Reformen, die auch praktische Konsequenzen aus Luthers Programmschriften von 1520 waren. Dies galt für die Messe, den Zölibat der Priester und die Mönchsgelübde. Im Mai 1521 heiratete Bartholomäus Bernhardi. Viele andere Priester folgten diesem Beispiel. Luther begrüßte diese Entwicklung, hatte er doch in seiner Adelsschrift ausdrücklich festgestellt, dass das Gebot der Ehelosigkeit der Priester gegen die Schrift verstoße (1 Tim 3,2 ; 4,3 ).
Anders verhielt es sich bei den Mönchsgelübden. Andreas Bodenstein und auch Philipp Melanchthon hatten erklärt, Gelübde, die man nicht halten könne, hätten keinen Verpflichtungscharakter. Martin Luther sah hier einen Unterschied zwischen Zölibat und Mönchsgelübde und rang um die rechte Begründung für einen Klosteraustritt. Nachdem Luthers Ordensbruder Gabriel Zwilling im Oktober 1521 heftig gegen die Gelübde gepredigt hatte, verließen 15 von 40 Augustinern das Kloster. 
Im November 1521 entstand Luthers Schrift De votis monasticis … iudicium. Darin fand er die Lösung der Gelübdefrage in der Freiheit des Evangeliums. Er hielt dabei fest, dass ein Gelübde, das gegen die evangelische Freiheit verstoße, nichtig sei, wenn es unter der Voraussetzung abgelegt worden ist, dass der Ordensstand notwendig sei, um Gerechtigkeit und Heil zu finden. Diese seien nur im Glauben an Christus zu erlangen, nicht im Vertrauen auf das eigene Werk des Gelübdes. Gelübde könne man nur leisten vorbehaltlich der Freiheit, das Klosterleben wieder aufzugeben, andernfalls wären die Gelübde von Menschen gesetzte Bedingungen für das von Gott geschenkte Heil.
Auch in der Ordnung des Gottesdienstes wurden in Wittenberg Änderungen durchgeführt. Noch Anfang Dezember 1521 hielt sich Luther anonym in Wittenberg auf. Er war mit diesen Reformen einverstanden und kehrte beruhigt auf die Wartburg zurück.
Andreas Bodenstein Karlstadt und Justus Jonas der Ältere feierten Weihnachten 1521 mit über 2000 Gläubigen das Abendmahl in beiderlei Gestalt. Damit war der erste evangelische Gottesdienst vollzogen worden. Die lateinische Sprache wurde durch die deutsche ersetzt, und Karlstadt zelebrierte ohne liturgische Gewänder. Zur gleichen Zeit wurden in Wittenberg die privaten Messen abgeschafft, die Beichte für unnötig erklärt und die Fastengebote ebenfalls als überflüssig angesehen.

## Luthers Auftritt und die Invokavitpredigten
Der Rat der Stadt und die lutherisch gesinnten Universitätslehrer waren zunächst mit der Bewegung einverstanden und fassten die kultischen Neuerungen im Januar 1522 in der Wittenberger Reformordnung zusammen. Darin war auch festgelegt, dass der Kirchen- und Klosterbesitz in Gemeingut übergeführt werden sollte. Für diese Güter wurde der Gemeine Kasten eingeführt, aus dem die Sozialfürsorge für die Armen und Schwachen bestritten werden sollte. 
Am 20. Januar forderte das Reichsregiment den sächsischen Kurfürsten Friedrich den Weisen auf, die alten Zustände wiederherzustellen. Am 7. Februar kündigt der Bischof von Meißen eine Visitationsreise während der Fastenzeit an. Auch der Rat der Stadt und etliche Mitglieder der Universität waren nicht mehr mit den Reformen einverstanden. Dies verstärkte sich, als die Zwickauer Propheten mit ihren Predigten in der Stadt Wittenberg für Unruhe sorgten. In ihren Predigten beriefen sie sich auf den unmittelbaren Geistbesitz und schrieben ihm eine größere Bedeutung zu als der Schrift.
Im Februar 1522 kam es zum Bildersturm in Wittenberg. Die Situation drohte auszuufern. Daraufhin berief der Rat der Stadt, in dem gemäßigte Kräfte wie Lucas Cranach inzwischen die Mehrheit hatten, Martin Luther von der Wartburg. Er schrieb einen berühmten Brief an den ratlosen Kurfürsten (der abriet, dass Luther sich einmischte, weil er ihn schützen wollte) und fuhr auf eigene Faust nach Wittenberg. Der Einzige, der diese Situation noch umkehren konnte, war der Reformator selber. Ab dem 9. März 1522 predigte Luther zu Beginn der Fastenzeit (Sonntag Invocavit) mit frisch geschnittener Tonsur in der Stadtkirche täglich zu den Themen der Abschaffung der Messe, der Einführung der Priesterehe, der Aufhebung der Fastengebote, vom Abtun der Bilder und dem Abendmahl in beiderlei Gestalt. Diese Predigten sind als Invokavitpredigten berühmt geworden. Er erkannte dabei diese Reformen als berechtigt und als Frucht seiner eigenen Gedanken an, er kritisierte jedoch die Durchsetzung der Reformen. Bei der Durchführung solcher Reformen müsse man auf die Schwachen, die noch am Hergebrachten hängen, Rücksicht nehmen. Die Gläubigen seien auf die Reformen noch nicht vorbereitet. Der Kern der Argumentation ist der Vergleich der Verhältnisse in Wittenberg mit einem Säugling, der nicht gleich schwere Kost bekommt, sondern zunächst Milch, dann Brei usw. Luther gelang es durch die tägliche Predigt, die alte Ordnung in Wittenberg wiederherzustellen.
Erst 1526 wurde seine eigene deutsche Messordnung, die sich weitgehend an das römische Vorbild hielt, in Wittenberg offiziell eingeführt. Zuvor hatte er bereits aus der lateinischen Messe den Opfergedanken entfernt (1523), in dem er die Offertoriumsgebete strich und den Messkanon auf die Einsetzungsworte reduzierte. Gleichzeitig wurde das Abendmahl in beiderlei Gestalt eingeführt.

## Weblink
- Erste Invokavitpredigt als pdf